# Simon Godwin
Simon Godwin (* 1975) ist ein englischer Theaterregisseur und -direktor.

## Leben
Simon Godwin wuchs in St Albans als Ältester von vier Geschwistern auf. Sein Vater war Verleger und arbeitet heute als Literaturagent. Beide Brüder sind im Film- und Fernsehgeschäft, die Schwester ist Kuratorin.
Godwin absolvierte zunächst ein Studium der Englischen Literatur in Cambridge. Er studierte Schauspiel am London’s Anna Scher Theatre und gründete danach die Stray Dogs Theatre Company, für die er Ende gut, alles gut von William Shakespeare und Euridyce von Jean Anouilh inszenierte, sowie Inkle and Yarico, eine Oper von Samuel Arnold, die am Londoner Fringe aufgeführt wurde.
2001 wurde er Associate Director am Royal & Derngate in Northampton, wo er mit Rupert Goold zusammenarbeitete. In Northampton produzierte er u. a. Everyman, Habeas Corpus von Alan Bennett, und Halbe Wahrheiten von Alan Ayckbourn.
Ab 2005 studierte er für zwei Jahre Physical theatre and devising an der London International School of Performing Arts (LISPA). 2008 wurde er Associate Director von Tom Morris am Bristol Old Vic. Von 2009 bis 2015 war er Associate Director am Royal Court, wo er u. a. sieben Weltpremieren inszenierte.
2013 hatte er sein Debüt am Royal National Theatre mit Eugene O’Neills selten gespieltem Stück Strange, Interlude. Seine zweite Inszenierung am RNT war in demselben Jahr Shaws Man and Superman mit Ralph Fiennes, Indira Varna und Elliot Barnes-Worrell in den Hauptrollen. Seine Hamlet-Inszenierung für die Royal Shakespeare Company, die er in Afrika ansiedelt und in der mit Paapa Essiedu zum ersten Mal in Großbritannien in einer Bühneninszenierung ein schwarzer Schauspieler die Rolle des Hamlet übernahm, wurde im Mai 2018 auch im Kennedy Center in Washington D.C. gezeigt.
Seit der Spielzeit 2019/2020 ist Simon Goodwin ist Nachfolger von Michael Kahn, dem langjährigen künstlerischen Leiter der Shakespeare Theatre Company in Washington, D.C.

## Preise und Auszeichnungen
- 2012: Evening Standard award for emerging director[4]

## Filmografie
Von einigen seiner Inszenierungen sind Live-Produktionen auf DVD erschienen.
- 2014: Zwei Herren aus Verona, The Royal Shakespeare Company, Stratford-upon-Avon; Opus Arte DVD
- 2015: The Beaux’ Stratagem, National Theatre London; National Theatre Live
- 2015: Man and Superman, National Theatre London; National Theatre Live
- 2015: Richard II.,  mit Elizabeth McGovern (June), Ben Miles (Harvey), National Theatre London; National Theatre Live
- 2016: Hamlet, mit Paapa Essiedu (Hamlet), Royal Shakespeare Company; Opus Arte DVD
- 2017: Was ihr wollt; mit Tamsin Greig (Malvolio), National Theatre; National Theatre Live
- 2018: Antonius und Cleopatra, mit Ralph Fiennes (Antonius), Sophie Okonedo (Cleopatra), National Theatre London; National Theatre Live
- 2018: Timon von Athen, mit Kathryn Hunter in der Titelrolle, Swan Theatre, Stratford-upon-Avon; National Theatre Live